# 臺南市區鐵路地下化計畫
臺南市區鐵路地下化計畫（簡稱臺南鐵路地下化、南鐵地下化）（英語：Tainan Urban District Railway Underground Project）為一屬於臺灣新十大建設中臺鐵捷運化的鐵路改建計畫，也是中華民國政府繼臺北鐵路地下化、高雄鐵路地下化後所興建的第3座鐵路地下化工程，經費新臺幣293.6億元，設有3座地下車站，臺南、林森以及南臺南。原預定於2017年12月完工，但由於計畫引起部分拆遷戶反對，此計畫延宕至2017年3月15日正式動工，全線預計2026年7月完工。本案計畫從臺南市永康區中華路陸橋南方約400公尺（大橋車站南方）至生產路南方約1.4公里、全長為8.23公里的鐵路改為地下化，其中隧道長度為6.61公里，引道長度則為0.94公里，並保留臺南車站古蹟本體、建造二島式月台、四股道之新站、復設南臺南、新設林森2座通勤車站。
此外，臺南市政府交通局規劃「臺南鐵路立體化延伸至善化地區可行性研究」，北自善化車站北側0.5公里，南至大橋車站以南約0.3公里，長度約16.6公里，包括5個車站、11處陸橋、1處車行地下道，10處平交道，2015年3月提報交通部，2017年列入前瞻計畫，朝永康地下化、新市高架化規劃，2022年2月「永康段鐵路地下化可行性研究案」函送交通部核定，2022年11月獲交通部核准研究案轉送行政院核定，永康計劃增加永康（改建）、康橋（新增）、大橋（改建）3座地下車站。

## 計畫緣起

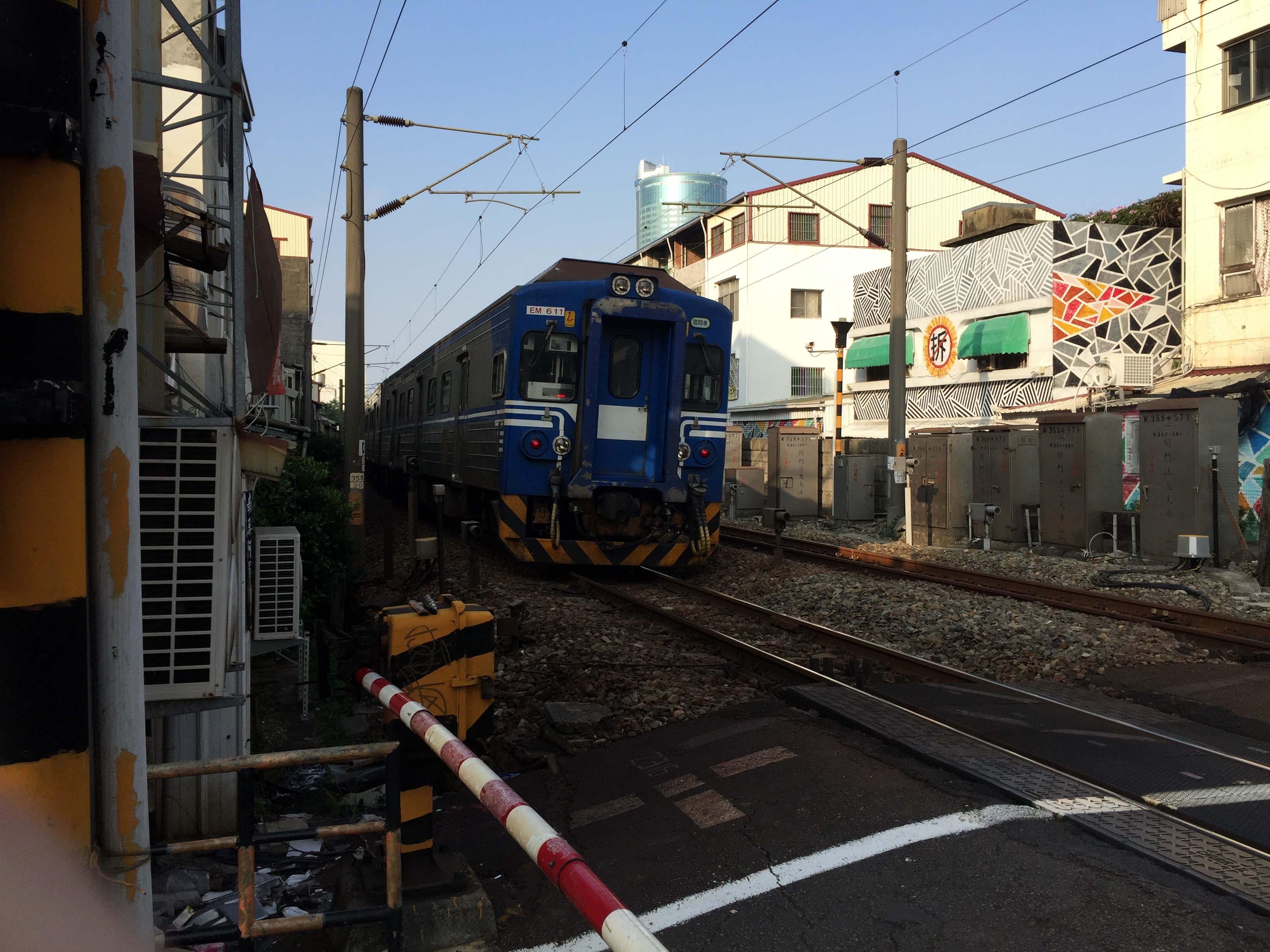
位於台南市的青年路平交道，圖中有通行中將停靠台南車站的區間列車，以及抗議與反對拆遷的圖樣，攝於2016年。

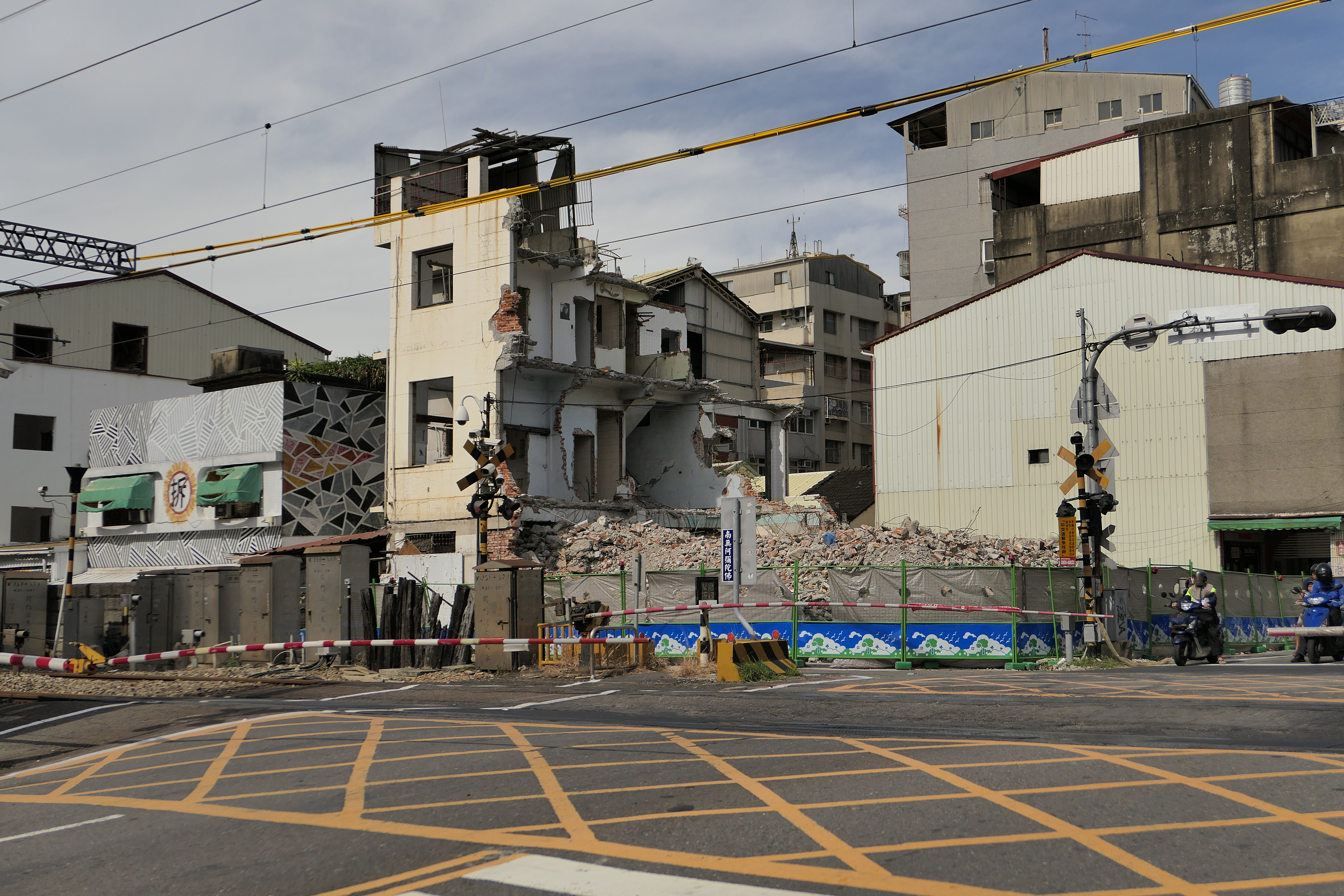
2019年在青年路平交道，鐵路地下化工程拆除地上建築

因應臺鐵轉型及臺南車站地區都市更新發展，並消除鐵路對市區之阻隔，以疏解日益嚴重的都市交通，政府遂研議辦理「臺南市區鐵路地下化計畫」。
預期消除鐵路沿線9處平交道、8處地下道、2處鐵路箱涵及3處陸橋，增進行車安全、交通順暢及均衡都市發展；並同時改善鐵路行車所產生之噪音、振動等環境公害問題。

## 計劃內容

### 主要計劃
臺南計劃（地下化）
- 計畫期程：2009年（民國98年）9月至2026年（民國115年）11月。
- 計畫範圍：北起大橋站以南1.5公里，南至保安站以北0.53公里，將現有鐵路改建為地下，全長8.23公里。
- 工程內容：
  1. 改建臺南1座現有車站
  2. 復設南臺南1座地下通勤車站
  3. 新設林森1座地下通勤車站（其中臺南站與臺南捷運綠線和林森站與臺南捷運藍線皆有預留轉乘）
  4. 上述車站依現有規定分為下列3種車站：
    1. 一等站：臺南車站將改建為2島式月台4股道之地下車站，是溪南地區及南臺灣主要的交通樞紐。
    2. 通勤車站：南臺南車站為1島式1岸式月台3股道、林森車站為2岸壁式月台2股道標準型的通勤車站。

  5. 臺南舊站列為國定古蹟原地保留，並將內部整修，改為地下車站西側出入口，站區闢建為休閒廣場、停車場、客運轉運站、綠地等公共設施。
- 計畫經費：新臺幣293.6億元。
- 預期效益
  1. 提供都會區快鐵之便捷交通，消除鐵路沿線兩側地區發展之阻礙，均衡都市發展。
  2. 消除鐵路沿線9處平交道，改善平交道所造成之交通問題。
  3. 改善市容景觀、提昇都會區環境生活品質，提昇都市土地利用價值，增加經濟效益。

### 後續計劃
蔡英文政府已經辦理綜合規劃預計將地下化延伸到永康區，永康車站至新市車站則採高架化，並沿途新增2座通勤車站，永康車站以南為地下化通勤車站，永康車站以北為高架化通勤車站。預計2027年完工。，交通部於108年8月28日召開研商會議，同意補助臺南市政府100萬元辦理後續報告修正事宜，目前由臺南市政府辦理修正報告作業中。
永康計劃（地下化）
以北續接臺南計劃，計畫北起永康車站以北1.5公里，南至臺南計劃起點（臺南市永康區中華路路橋，南至約0.3公里），全長為7.2公里的鐵路改為地下化，其中隧道長度為6.61公里，引道長度則為0.94公里，並原址改建大橋車站、永康車站為地下車站。此外，在兩站之間增設康橋車站，可行性研究評估已於2019年4月16日獲交通部審核通過，待綜合規劃後，即動土施工。
善化計劃（高架化）
以北續接永康計劃， 計劃北起善化車站北側0.5公里，南至永康計劃起點（永康車站以北1.5公里），全長約9.4公里，原址改建新市車站、南科車站、善化車站為高架車站，並於永康、新市之間增設永康工業區站，目前永康、新市之間的鹽水溪橋改建工程（路線西移高架化，消除王行路平交道）已完工通車。
仁德計劃
以南續接臺南計劃，計劃將從北起臺南計劃終點（保安車站以北2.8公里），南至仁德車站以南約1.1公里，全長約5.8公里，改建保安車站、仁德車站為立體車站，本計劃待臺南市政府交通局可行性研究評估中。
新營計劃（高架化）
計劃將從北起新營車站以北（316.5公里處），南至柳營車站以南（322.5公里處），全長6公里，途經2處平面車站和6處平交道區間高架化，因效益過低而無法通過。

## 陸橋拆除、地下道與涵洞回填、平交道消除
臺南計劃
- 消除9處平交道
  - 實踐街平交道（實踐路平交道）
  - 東豐路平交道
  - 青年路平交道
  - 大同路141巷平交道
  - 榮譽街平交道（榮譽路平交道）
  - 生產路平交道
  - 保仁路平交道（龍寶路平交道）
  - 空軍後勤部平交道
  - 亞航街平交道（大林路平交道）—已配合地下化工程，永久封閉。
- 原跨越鐵路的陸橋回復平面道路3處
  - 開元陸橋（2023年7月5日分三階段永久拆除）
  - 東門陸橋（2023年8月29日啟用）
  - 長榮臨時鋼便橋 （2020年12月15日啟用）
- 原穿越鐵路的地下道回復平面道路4處
  - 衛民街人行地下道（衛民人行地下道）—已配合地下化工程，永久封閉。
  - 府連路地下道（府連地下道）
  - 長榮路五段地下道（長榮地下道）—已改建成長榮臨時鋼便橋，並於2020年12月15日啟用
  - 崇明七街人行地下道（崇明街人行地下道）—已配合地下化工程，永久封閉。
- 鐵路涵洞取消2處
  - 光華街涵洞
  - 月見堂溪涵洞
- 工程完工後交由臺南市政府決定是否拆除與回填的陸橋與地下道。
  - 小東路地下道（小東地下道）
  - 民族路地下道（四維地下道）
  - 林森路地下道（大同地下道）
- 其他已拆除或預訂拆除的陸橋與地下道。
  - 開元國小南側人行陸橋（成功國中人行陸橋）（成功人行天橋）
  - 臺南車站人行地下道（通後站之地下道）

## 規劃車站
臺南都會區鐵路地下化計畫的起點為保安站以北2.8公里，終點為大橋站以南1.3公里，全長8.55公里。除既有的臺南車站改建成地下車站外，將再復設南臺南車站及新設林森車站共2個區間通勤車站。鐵路地下化後，臺南舊站原地保留為古蹟並作為新站西側出入口。
| 計劃        | 車站   | 站等 | 里程 縱貫線 基隆起 | 工程內容                      | 交會路線                            | 所在地 | 所在地 |
| ----------- | ------ | ---- | ------------------ | ----------------------------- | ----------------------------------- | ------ | ------ |
| 善 化 計 劃 | 善化   | 二等 | 334.2              | 現有車站高架化                | █ 深綠線：善化                      | 臺南市 | 善化區 |
| 善 化 計 劃 | 南科   | 簡易 | 337.1              | 現有車站高架化                |                                     | 臺南市 | 新市區 |
| 善 化 計 劃 | 新市   | 三等 | 341.8              | 現有車站高架化                |                                     | 臺南市 | 新市區 |
| 善 化 計 劃 | 永工   | －   | －                 | 新設車站                      |                                     | 臺南市 | 永康區 |
| 永 康 計 劃 | 永康   | 二等 | 346.8              | 現有車站地下化                |                                     | 臺南市 | 永康區 |
| 永 康 計 劃 | 康橋   | －   | 348.2              | 新設車站                      |                                     | 臺南市 | 永康區 |
| 永 康 計 劃 | 大橋   | 簡易 | 350.5              | 現有車站地下化                | █ 藍線：大橋                        | 臺南市 | 永康區 |
| 臺 南 計 劃 | 臺南   | 一等 | 353.2              | 現有車站地下化 四線兩島式月台 | 幹線公車：臺南車站 █ 綠線：臺南車站 | 臺南市 | 東區   |
| 臺 南 計 劃 | 林森   | 簡易 | 355.4              | 新設車站                      | █ 黃線：林森                        | 臺南市 | 東區   |
| 臺 南 計 劃 | 南臺南 | 簡易 | 356.7              | 復設車站                      | █ 紅線：南台南                      | 臺南市 | 東區   |
| 仁 德 計 劃 | 保安   | 三等 | 360.8              | 站址北移約500公尺新設車站     |                                     | 臺南市 | 仁德區 |
| 仁 德 計 劃 | 仁德   | 簡易 | 362.0              | 現有車站高架化                |                                     | 臺南市 | 仁德區 |

## 計畫歷史
交通部鐵路改建工程局曾研擬多種施作方案，包括：東側施作、臨時軌、潛盾等，但皆未獲核定。2009年，時任行政院院長劉兆玄核定採用「東側施作」（東移）工法、以解決臺南車站站體和月台均為國定古蹟而無法拆遷的問題、並減免施作臨時車站與軌道所需的費用。以下為本案沿革：
- 1991年6月：開始辦理可行性研究。
- 1993年3月：完成《臺南地區鐵路立體化（郊區化）可行性研究暨規劃》，建議採「東側施工」。
- 1993年10月30日：行政院公共建設督導會報第三十五次委員會議同意辦理計畫。
- 1996年8月：臺灣省政府環境保護處核定「原軌地下化」，為政府計畫中的另一方案。[8]。
- 1999年7月13日：由鐵路改建工程局接辦工程 。
- 2007年4月26日：裁示臺南市負擔部分降為總工程費之12.5%（新臺幣37億元）[9]。
- 2009年4月14日：台南市都市縫合計畫鐵路地下化沿線都市規劃與設計案期末成果座談會 [10]。
- 2009年8月10日：行政院經濟建設委員會第1367次委員會議審議通過[11]。
- 2009年9月9日：行政院院臺交字第0980054496號函核定[12]。
- 2010年6月14日：環境現況差異分析經行政院環境保護署第194次委員會通過[13]。
- 2010年8月2日：鐵路地下化工程啟動，交通部鐵路改建工程局中部工程處第六工程段進駐臺南市。
- 2012年7月2日：臺南市政府舉辦臺南車站站區都市設計國際徵圖，由來自西班牙的A39 The Spine獲得第一名。[14]
- 2012年10月17日：環境影響評估報告第二次變更經行政院環保署 第224次委員會通過[15]。
- 2013年2月6日：台南市政府舉辦鐵路地下化工程技術論壇[16]。
- 2014年1月16日：台南市政府舉辦的鐵路地下化專案照顧住宅評選完成，由富立建設取得優先議約權、遠雄建設為第二順位。
- 2015年3月 「臺南鐵路立體化延伸至善化地區可行性研究」提交通部審查。
- 2015年5月14日：台南市都市計畫委員會第40次會議審議通過台南市東區及北區配合鐵路地下化所做的都市計畫變更案[17]。
- 2016年8月4日：環保團體指出預定地有地下湧泉和可能的遺址，包括六甲頂、六甲頂鹽行間、聖功女中、三本木高地、竹園町、郵政局、東門外、鞍子共8處遺址。
- 2016年8月9日：中華民國內政部政務次長花敬群於2016年8月8日在內政部都市計畫委員會會議宣布，委員們一致通過「台南鐵路地下化都市計畫變更案」；提前離開的反南鐵自救會成員則下跪痛哭，政大教授徐世榮說：「民進黨創下一個歷史紀錄。」[18]。
- 2016年8月9日：內政部都市計畫委員會開會討論台南鐵路地下化計畫，由花敬群主持；反台南鐵路東移全線自救聯合會前往會場門口抗議，經協調進入會場。自救會在會場全程沉默，戴上打「×」的口罩，手舉「召開行政聽證」標語，靜坐抗議內政部不召開本案聽證會；最後徐世榮代表自救會發言，徐世榮說，他們知道說破了嘴也沒有用，故決定讓民進黨政府創下內政部都委會最安靜、最順利、最沒有雜音的一次會議[19]。反台南鐵路東移全線自救聯合會發言人陳致曉說，繼續抗爭立場不變，絕不可能妥協。陳致曉說，自救會絕對不接受協議價購、土地徵收，都計案通過反而激起鬥志，除繼續抗爭外，也會循司法途徑，甚至走上釋憲。而台南環境保護團體們也呼籲，全案輕忽地下湧泉影響，要求台南市政府必須審慎評估[20]。
- 2016年9月10日：內政部核定都市計畫變更，台南鐵路地下化定案。
- 2016年10月17日：台南鐵路地下化開跑，仁德段週邊工廠實施拆除作業。
- 2017年3月15日，仁德段由大陸工程得標，動工。
- 2017年11月3日，台南市政府交通局局長林炎成表示，鐵路地下化將延伸至永康[21]。
- 2018年11月20日，臺南鐵路立體化延伸至善化地區計畫規劃作業，交通部已於107年11月20日函發複審會議紀錄，臺南市政府現依審查意見修正報告中。[6]
- 2019月4月16日，臺南市區鐵路地下化永康段，獲交通部核定通過。[7]
- 2019月5月2日，反南鐵東移自救會與臺南市政府已爭吵許久有關拒絕搬遷戶的補償方案，現今仍未達成共識。因臺南鐵路C212標（臺南車站）工程將於2019年6月開標，為配合招標期程，於2019年5月1日臺南市政府已先前往拆除拒絕搬遷戶住家之水表及電表，原預計5月3日強制拆屋，引發拒遷戶的不滿。[22]拒遷戶們緊急通知政大地政系教授徐世榮，希望徐世榮可以幫忙想辦法讓房屋不被強拆。徐世榮為了南鐵案，在臉書貼文及寄信向總統蔡英文陳情，希望南鐵東移房屋拆除不要成為第二個大埔事件。此舉動則引來台南市市長黃偉哲回應「政大的教授不知道有沒有住在我們台南？」[23]
- 2019月5月3日，台南鐵路地下化全線展開強制拆除作業，首戶拆除前鋒路張家拒遷戶，但因民眾通報現場有口古井而暫緩拆遷。[24]但後續被市府文資處評定古井沒有特色，不列冊追蹤。
- 2019年5月18至19日凌晨，進行切換南臺南車站路段的西正線軌道。
- 2019年5月25至26日凌晨，進行切換南臺南車站路段的東正線軌道，代表南臺南車站段的地下化工程正式動工。
- 2019年8月22日，自救會會長陳致曉宣布參選臺南市第五選舉區立法委員。2020年1月11日選舉結果，陳以4000餘張得票低票落選。
- 2019年10月31日，C212標臺南車站段地下化工程決標。
- 2019年11月29日，C212標臺南車站段地下化工程正式動工。
- 2020年3月10日，原定拆除前鋒路張家拒遷戶，但因自救會提起法律訴訟，最終第二次取消強拆。自救會於4月8日被高等行政法院宣判敗訴。
- 2020年6月11日，交通部鐵道局中部工程處會同臺南市政府警察局於清晨6時許突襲拆除前鋒路張家拒遷戶，鐵道局視為突破重大進度之一。
- 2020年7月21日，原定拆除開元路黃家拒遷戶，但因現場抗爭激烈，黃家於簽下2個月內自行搬遷切結書後，鐵道局則取消強拆。但經過2個月後黃家反悔撤銷，但最終仍遭到強拆。
- 2020年7月23日，原定拆除青年路陳家及青年路215巷6號拒遷戶，但因現場抗爭激烈，鐵道局仍也給予2個月緩拆期限並取消強拆作業，後續青年路215巷6號協調完成搬離原住處。
- 2020年10月13日，交通部鐵道局中部工程處再度會同臺南市政府警察局拆除沿線最後2家拒遷戶（開元路黃家及青年路陳家）。至此全部需要用地皆已取得，原本預定2024年6月完工的工程，因沿線住戶抗爭長達9年多，延遲至2026年完工。
- 2020年11月19日，臺南車站新站外觀正式通過都市設計審議委員會審查。[25]
- 2021年4月8日，臺南車站臨時後站啟用。[26]
- 2021年8月20日，鐵道局再次強制拆除最後一戶：青年路陳家，至此長達9年的反拆遷抗爭正式落幕。[27]
- 2022年11月21日，交通部核定永康鐵路地下化可行性研究案。[28]
- 2022年11月22日，台南市政府與22日已送請行政院核定。

## 計畫工法

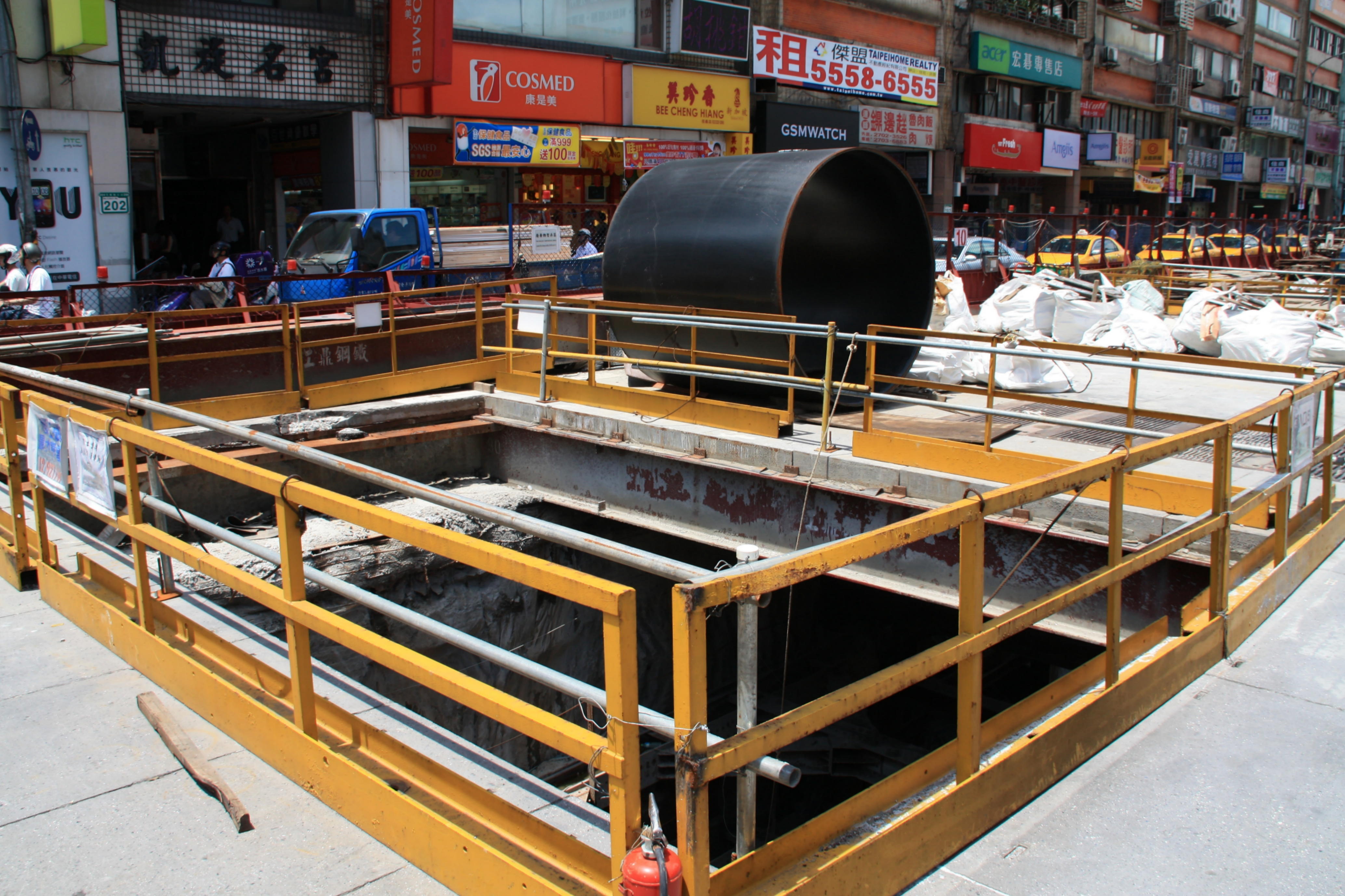
明挖覆蓋工法（台北捷運信義線）

1993年3月，臺灣省政府交通處完成《台南地區鐵路立體化（郊區化）可行性研究暨規劃》，預定採用「東側施工」。而鐵工局接手後，曾研擬多種替代方案，包括：臨時軌、潛盾、東側施作。
- 潛盾：需容許地面5公分高度差，故只適合在公路下方施工。若在現有軌下方施工而造成差異沉陷，現有軌上行進的列車會有出軌的風險[29][30]。
- 臨時軌：需要徵收的土地較寬，約24米。因此需拆遷較多民宅（大約有497戶）[31]，工期評估8年2個月。
- 東側施作：也就是1993年的版本：在現有軌的東側，直接施作永久地下隧道，不需興建臨時軌。相較於前兩案是在現有軌址興建地下隧道。工程範圍寬度約16.3公尺[30]，工期預估7年8個月。鐵工局評估後，考量施工期間須維持鐵路營運，且古蹟臺南車站位於現有軌西側，因此在2009年決定採明挖覆蓋工法於東側施作永久隧道[30]，即與1993年版本相同。東側施作需徵收之土地中，私有地占21%，拆遷戶計407戶。是一個長約8公里，寬7至30米的狹長土地；而地下構造完工後，地面騰出的空地將作通風井、逃生口以及公園道供民眾通行。[32]2013年3月，台南市政府評估各方案施工安全、可行性、文化資產保存與經濟效益後，決議續採行政院核定案推動鐵路地下化。[33][34]

## 工程現況

### 鐵路地下化工程
臺南都會區鐵路地下捷運化工程分成3個階段：
- 第1階段：復設南臺南車站及增設林森車站2座地下通勤車站，原預計於2017年6月可望完工，但因受部分拆遷戶反對，工程被迫延宕，最終於2017年3月15日動工。[35]
- 第2階段：將現有台南車站改建為一座地下化新站，原預計於2017年6月可望完工，但因工程延宕調整至2026年完工，早在2019年5月已完成土地徵收作業，並原預計於同月動工，但因施工前曾經歷多次流標，最終工程延宕至2019年10月31日決標，並於2019年11月29日動工。
- 第3階段：大橋車站以南之地下隧道，原預計於2017年6月可望完工，但因工程延宕調整至2026年完工[35]，目前大橋至永康車站段規劃中，並且辦理延伸至新市車站可行性評估。

| 預定完工時間 | 路線                                                    | 區間               | 預定進度 | 實際進度 | 備註                                                          |
| ------------ | ------------------------------------------------------- | ------------------ | -------- | -------- | ------------------------------------------------------------- |
| 2026年8月    | █ 臺南都會區鐵路地下捷運化 （臺南計劃）                 | 保安車站－大橋車站 | 92.05%   | 89.99%   | 截至2025年2月工程進度                                         |
| 2027年6月    | █ 臺南都會區鐵路地下、高架捷運化 （永康計劃、善化計劃） | 大橋車站－新市車站 | 0.0%     | 0.0%     | 交通部已於111年11月21日核准，臺南市政府22日已送請行政院核定。 |

- 行政院公共工程委員會更新至2025年2月底、C211~C214標交通部鐵道局更新至2025年6月底

| 標案名稱                                            | 開工日期   | 預計完工日期                        | 最新進度 |
| --------------------------------------------------- | ---------- | ----------------------------------- | -------- |
| C211標臺南北段地下化工程                            | 2018/11/15 | 2026/06/07 (第一階段)               | 92.46%   |
| C212標臺南車站段地下化工程                          | 2019/11/29 | 2027/10/20                          | 69.20%   |
| C213標林森路段地下化工程                            | 2017/03/20 | 2027/07/22                          | 71.43%   |
| C214標南臺南站路段地下化工程                        | 2017/03/20 | 2025/07/13 (NTP1) 2025/12/10 (NTP2) | 94.27%   |
| P251標臺南計畫隧道永久軌電車線工程                  | 2019/06/05 | 2030/10/14                          | 60.95%   |
| R231標永久軌軌道工程                                | 2020/04/01 | 2026/03/12                          | 55.08%   |
| G281標臺南計畫車站電梯電扶梯工程                    | 2020/04/12 | 2026/08/31                          | 42.70%   |
| S203標永久軌號誌連鎖系統工程                        | 2023/12/10 | 2027/11/09                          | 7.22%    |
| S204標永久軌列車自動防護系統(ATP)設備工程           | 2024/10/15 | 2030/09/02                          | 28.47%   |
| E202Z 標永久軌主體電訊、 隧道通風、中央監控系統工程 | 2023/04/18 | 2029/03/13                          | 18.07%   |
| E205標永久軌臺鐵行車調度無線電話系統工程            | 2023/12/18 | 2027/01/29                          | 30.28%   |

### 道路縫合工程
立體道路平面化
- 2019年3月20日，開元國小人行陸橋（成功國中人行陸橋）（成功人行天橋）封閉拆除其中一座，另一座將改建。
- 2019年3月21日，中華人行陸橋封閉拆除。

## 其他
前臺南縣縣長蘇煥智於2013年10月8日提議鐵路地下化改為高架化，但行政院最終不採納，原因在於鐵路沿線過於狹隘，若採高架化拆遷戶數更多、徵收費用更高。

### 預定時程與進度
| 路線\進度                          | 可行性研究 | 可行性研究 | 可行性研究     | 可行性研究     | 可行性研究     | 綜合規劃 | 綜合規劃 | 綜合規劃       | 綜合規劃       | 綜合規劃       | 綜合規劃       | 設計        | 設計        | 招標  | 招標  | 執行  | 執行  | 執行     | 執行  | 預 計 完 工 | 備註 \| █ 已完成或核定 █ 進行中 █ 預定啟動 \| |
| 路線\進度                          | 啟 動      | 送 審      | 交 通 部 核 定 | 國 發 會 核 定 | 行 政 院 核 定 | 啟 動    | 環 評    | 環 保 署 核 定 | 交 通 部 核 定 | 國 發 會 核 定 | 行 政 院 核 定 | 設 計 完 成 | 審 議 完 成 | 公 示 | 決 標 | 施 工 | 完 工 | 試 營 運 | 履 勘 | 預 計 完 工 | 備註 \| █ 已完成或核定 █ 進行中 █ 預定啟動 \| |
| ---------------------------------- | ---------- | ---------- | -------------- | -------------- | -------------- | -------- | -------- | -------------- | -------------- | -------------- | -------------- | ----------- | ----------- | ----- | ----- | ----- | ----- | -------- | ----- | ----------- | --------------------------------------------- |
| 臺南鐵路地下化台南計劃             |            |            |                |                |                |          |          |                |                |                |                |             |             |       |       |       |       |          |       | 2026年      |                                               |
| 臺南鐵路地下化永康計劃             |            |            |                |                |                |          |          |                |                |                |                |             |             |       |       |       |       |          |       |             |                                               |
| 臺南鐵路高架化新營計劃             |            |            |                |                |                |          |          |                |                |                |                |             |             |       |       |       |       |          |       |             | 因效益過低而無法通過                          |
| 臺南鐵路高架化善化計劃             |            |            |                |                |                |          |          |                |                |                |                |             |             |       |       |       |       |          |       |             |                                               |
| 臺南鐵路立體化仁德計劃             |            |            |                |                |                |          |          |                |                |                |                |             |             |       |       |       |       |          |       |             |                                               |
| █ 已完成或核定 █ 進行中 █ 預定啟動 |            |            |                |                |                |          |          |                |                |                |                |             |             |       |       |       |       |          |       |             |                                               |

## 外部連結
- 交通部鐵道局 （页面存档备份，存于）
- https://web.archive.org/web/20181005185349/http://cmdweb.pcc.gov.tw/pccms/owa/pln90.bro1
- https://web.archive.org/web/20080219232922/http://news.epochtimes.com.tw/7/4/27/54139.htm 行政院院長裁示南市鐵路地下化定案]，大紀元電子報，2007年4月27日
- https://web.archive.org/web/20140809064343/http://eiareport.epa.gov.tw/EIAWEB/Main3.aspx?func=10&hcode=0971273a&address=&radius= 台南市區鐵路地下化工程環境影響差異分析報告]，2008年9月
- http://www.ndc.gov.tw/News_Content.aspx?n=C90548F2DB23E8B9&sms=AB593F5AE64A02BE&s=9100B98D9A3C1F52 （页面存档备份，存于） 行政院經建會討論通過交通部陳報「臺南市區鐵路地下化計畫」] ，行政院經建會，2009年8月10日發布
- http://www.rrb.gov.tw/04100.aspx?id=8&lan=ch （页面存档备份，存于） 交通部鐵路改建局台南計畫]，行政院，於2009年9月9日核定
- http://www.libertytimes.com.tw/2009/new/dec/25/today-south21.htm 南台南站副都心 內政部過關]，自由時報，2009年12月25日
- http://www.taiwan921.lib.ntu.edu.tw/mypdf/TNRAILWAY01-1.pdf （页面存档备份，存于） 台南市區鐵路地下化工程綜合規劃報告]，台灣省政府，1995年12月
- http://www.taiwan921.lib.ntu.edu.tw/newtopics.html （页面存档备份，存于） 財團法人九二一震災重建基金會]，多方檔案整理